# دراجة مخصصة للركبة
دراجة مخصصة للركبة
هي عبارة عن دراجة للركبة تحتوي على اثنتين أو ثلاثة أو أربع عجلات تكون بديلة عن العكازات أو المشاية التقليدية وتستخدم للمساعدة على المشي.
أخذت هذه الأداة أشكال عديدة خلال السنوات الماضية. فمن عجلات صغيرة تستخدم في الأماكن المغلقة إلى أدوات أكثر قوة تستخدم في الأماكن المفتوحة على العشب أو الطرقات المعبدة. نسخة الدراجات الموجودة حالياً خفيفة الوزن وقابلة للطي مع القدرة على ثني الركبة ووضع القدم الأخرى على الأرض لتساعد على السير.

## الآلية

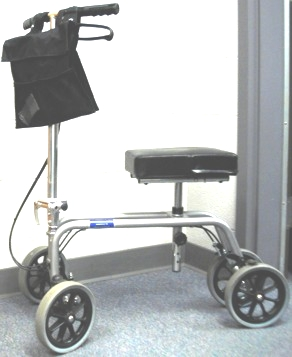
مشاية للساق أو للركبة من التموين الطبي الأساسي.تحتوي هذه النسخة على وسادة قابلة للتعديل ومقاود وفرامل يد مزدوجة

هدف الدراجة هو إنتاج أداة آمنة ومريحة تكون بديلة للعكاز التقليدي. قبل اختراعه، من كان يعاني من جراحة في القدم أو الوكعة أو النقرس أوبتر الركبة أو السكري أوالجروح أو وثء القدم أو الكسور ليس لديه أي خيار غير أن يقلل نشاطاته خلال فترة إعادة التأهيل. فكان اختيار المرضى الوحيد هو العكازات أو المشاية التقليدية أو الكرسي المتحرك أو الراحة في الفراش.
لدى الدراجة عدد من القيود التي لا تصلح لجميع المرضى مثل من يعاني من إصابات في الساق فوق الركبة أو بالقرب منها.
لا يستطيع مستخدمي الدراجة صعود الدرج، وهي أثقل بكثير وأصعب عند حملها في السيارة مقارنةً بالعكازات.

## التأجير
يستخدم المريض الدراجة المخصصة للركبة عندما يكون في فترة النقاهة بعد عملية جراحية. تؤجر الدراجة المخصصة للركبة لمدة قصيره قرابة 4 أشهر.
في حين ان قانون الرعاية الطبية كان متاحاً قديماً للتجار لتوفير الدراجات للمرضى والمستفيدين كما يتم إجراء تغييرات على التمويل، فلدى العديد من التجار الخيار بتأجير هذه المنتجات مباشرة للمرضى لفترة قصيرة. يختار الكثير من الناس شراء هذه المنتجات كشكل من أشكال التوفير بسبب التكاليف والتعقيدات.

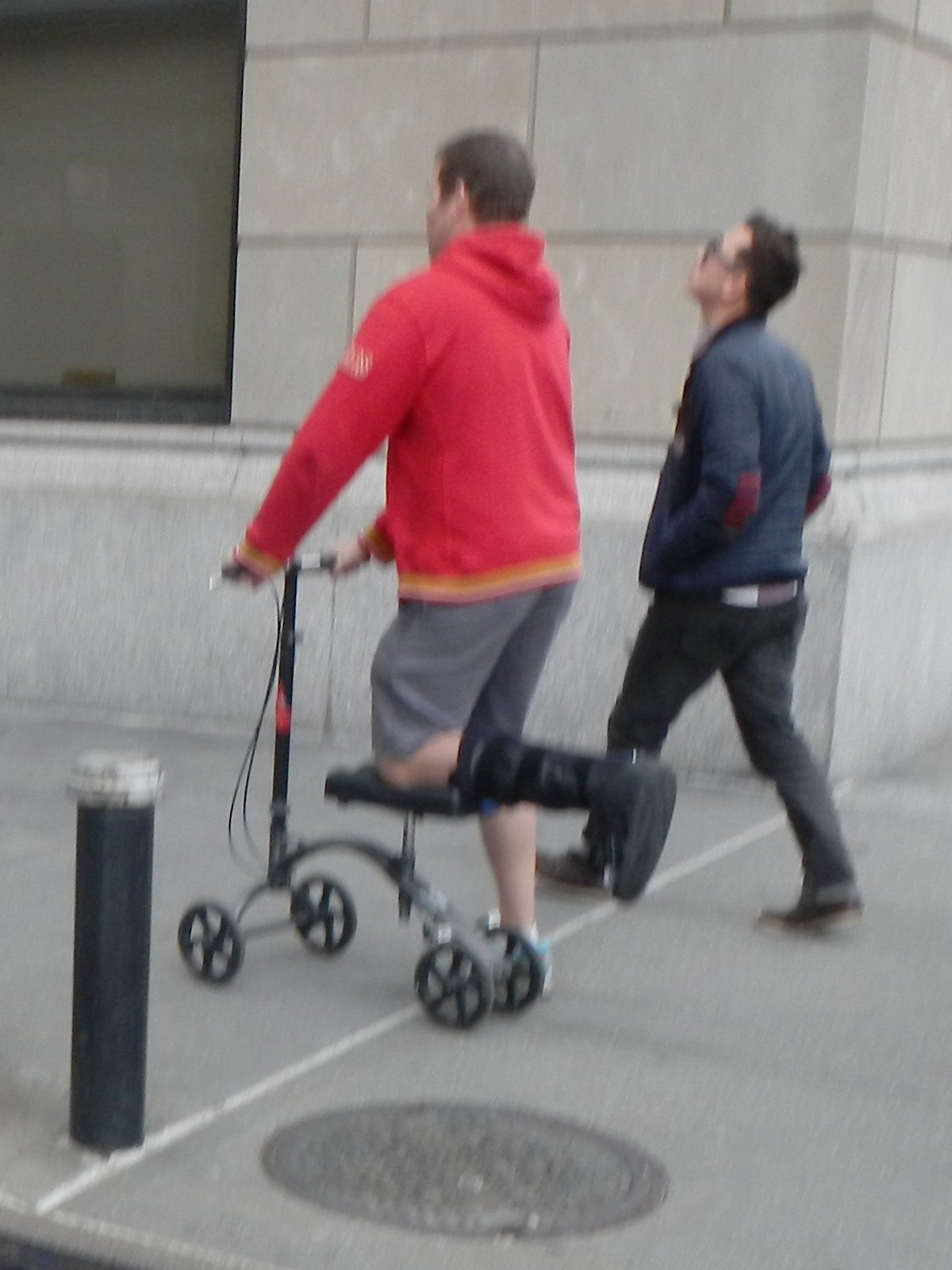
استخدام الدراجة المخصصة للركبة